# Fabrice Heyer
Pour les articles homonymes, voir Heyer.
Pas d'image ? Cliquez ici

a Compétitions nationales et continentales officielles uniquement.

b Matchs officiels uniquement.
Dernière mise à jour le 26 novembre 2024.
Fabrice Heyer, né le 5 novembre 1965 à Clermont-Ferrand (Puy-de-Dôme), est un joueur international français de rugby à XV, qui a joué avec l'AS Montferrand et le Stade aurillacois, évoluant au poste de pilier. 

## Biographie

### En équipe nationale
Fabrice Heyer dispute un test match avec l'équipe de France le 24 juin 1990 contre l'équipe d'Australie.

## Palmarès

### En club
- Finaliste du Championnat de France en 1999 avec l'AS Montferrand.
- Vainqueur du Bouclier européen en 1999 avec l'AS Montferrand.

### En équipe nationale
- Sélections en équipe nationale : 1
- Sélections par année : 1 en 1990